# Mozota
Mozota – gmina w Hiszpanii, w prowincji Saragossa, w Aragonii, o powierzchni 8,68 km². W 2011 roku gmina liczyła 107 mieszkańców.